# Рябово (Гдовский район)
Рябово — деревня в Гдовском районе Псковской области России. Входит в состав Добручинской волости Гдовского района.
Расположена в 20 км к северу от Гдова и в 4 км к северу от волостного центра, деревни Добручи.

## Население
Численность населения деревни на 2000 год составляла 9 человек, по переписи 2002 года — 16 человек.